# Седми дан (роман)
Седми дан је роман кинеског књижевника Ју Хуа из 2013. године. Роман је преведен на српски језик 2017. године. 

## Позадина романа
Апсурдистички роман из фантастике, Седми дан открива Ју Хуа који упоређује стварни свет са светом смрти и приповеда о искуствима главног лика Јанг Феја у седам дана након његове смрти. У Теорији Ју Хуа, Ванг истиче да Седми дан пореди свет живота и смрти. Седми дан пробија се кроз свет живота и смрти, и описује два потпуно различита света.
Верује се да су неке приче ликова (Јанг Феи и Јанг Јинбиао, Ли Јуежен, Мишја девојка) засноване на истинитим причама које су објављене у Кини, као што су: присилно пресељење, болница у којој су мртве бебе третиране као клинички отпад и продаја бубрега за куповину електронских уређаја. У роману, Ли Јуежен је разоткрио да је болница третирала остатке 27 мртвих беба као клинички отпад који је бачен у оближњу реку. Ово је слично догађају који се догодио у провинцији Шандонг, где су остаци 21 мртве бебе пронађени у реци Гуангфу 2010. године. У роману, Ву Чао продаје свој бубрег за новац да би Мишјој девојци купио нови мобилни телефон. Ово је такође било слично вестима објављеним 2012. године, у Хангџоуу, групу илегалних продаваца бубрега разоткрио је један интернет блогер, који је петнаест дана био прикривен у групи као продавац бубрега, а касније, 28. маја 2012, назвао полицију. Током петнаест дана тајног боравка у кући, снимао је своје разговоре са продавцима бубрега и питао их зашто продају своје бубреге. Један од њих је рекао да је продао бубрег како би себи приуштио куповину новог мобилног телефона за своју девојку и издржавање породице. У делу романа, мушкарац прерушен у жену ухваћен је како ради као проститутка. Ово је слично инциденту који је пријављен у аутономном региону Гуангси 2010. године, где је локална полиција у Лиуџоуу ухапсила три особе које су се бавиле проституцијом. Откривено је да су проститутке заправо мушкарци средњих година обучени у жене.

## Радња романа
Првог дана, након што је Јанг Феј умро, отишао је у погребно предузеће да буде кремиран, али за њега није припремљена урна нити гробље, па је напустио чекаоницу и покушао да се присети последње сцене пре смрти. Сетио се да је седео у ресторану када је прочитао извештај о својој бившој жени Ли Ћинг, која је повредила зглоб код куће у кади. У то време се запалила кухиња ресторана, његово памћење је престало уз гласан прасак.
Другог дана упознао је своју бившу жену Ли Ћинг, која је одбила многе просце, али се удала за њега. Међутим, Ли Ћинг се развела од њега и удала за новог човека јер је Ли Ћинг желела да постигне више успеха у свом послу. Поменули су сећање и Ли Ћинг је рекла Јанг Феју да је он једини муж који је имала. Коначно је отишла и пожурила на своју сахрану.
Трећег дана Јанг Феј је наставио да лута улицом, сетио се свог усвојитеља Јанг Ђинбијаоа који га је као тек рођену бебу пронашао на ивици железничке пруге. Јанг Ђинбијао га је одгајао сам и чак је одбио његову девојку због Јанг Феја. Једног дана биолошка мајка Јанг Феја га је пронашла и довела у његову првобитну породицу. Међутим, вратио се после неколико дана. Када је Јанг Ђинбиао знао да његова болест не може дуго да остане, отишао је тајно. Јанг Феј је дуго тражио свог оца. Када се вратио из родног града свог оца, његова мајка Ли Јуежен је била мртва.
Четвртог дана Јанг Феј је срео Девојку миша. Она и њен дечко Ву Чао били су комшије Јанг Феја у кући за изнајмљивање. Била је велика вест када се девојка убила јер јој је дечко поклонио лажни Ајфон 4 С као рођендански поклон, а она је скочила са врха Пенгфеј зграде. Девојка је одвела Јанг Феја у земљу несахрањених, а Јанг Феј је тамо стално тражио свог оца.
Петог дана Јанг Феј је упознао много познатих људи у земљи несахрањених, укључујући девојку коју је требало да подучава и породицу Тан Јиакина. Онда је тамо срео Ли Јуежен, рекла му је истину да је његов отац рецепционар у погребном салону, а његов отац је заправо отишао до камена где је једном оставио Јанг Феја.
Шестог дана, након што је Мишја девојка чула Ву Чаову причу од Сјао Ћинга, знала је да је Ву Чао продао свој бубрег да би јој купио гробно место. Девојка одлучила је да се врати на гробље које јој је купио Ву Чао, постала је прва особа која је напустила земљу несахрањених. Сви мртви у земљи несахрањене крштене Мишице и са њом су отишли до погребног завода.
Седмог дана Јанг Феј коначно среће свог оца у погребном заводу. На повратку у земљу несахрањених, срео је Ву Чаоа, који је тражио његову девојку. Јанг Феј је рекао Ву Чау да је Девојка миша отишла на гробље, а Јанг Феј је довео Ву Чаоа у земљу несахрањених.

## Ликови
- Јанг Феј – поштен и уздржан човек, рођен је у возу у покрету. Усвојио га је млади скретничар и одгајан с љубављу. У 41. години, Јанг је погинуо у експлозији гаса у ресторану док је читао извештај о својој бившој жени, Ли Ћинговој смрти. Пошто нема погребну урну ни гроб, он затим лута по земљи несахрањених као дух и наилази на своју бившу жену, Девојку миша и њеног дечка, Жанг Ганга и Лија, Ли Јуежена и 27 беба, и на крају свог оца.

- Јанг Ђинбијао – Јанг Фејев усвојитељ, радио је као скретничар када је затекао Јанг Феја на шинама. Једном је напустио малог Јанг Феја на стени у близини сиротишта како би удовољио својој вереници, али га је вратио већ следећег дана. Од тада је овај одани и тврдоглави отац одлучио да заувек остане самац. Последњи тренутак свог живота провео је поред стене напуштености. У подземном свету ради као послужитељ у погребном заводу.

- Ли Ћинг – лепа, амбициозна и богата пословна жена, била је удата за Јанг Феја, али је отишла због бизнисмена за кога се испоставило да је преварант и женскарош. Након раскида са бизнисменом, постала је љубавница високог званичника. Она је извршила самоубиство тако што је пререзала зглобове у кади непосредно пре него што су истражитељи дошли да је ухапсе. Тада њен дух сусреће Јанг Феја у стану у ком су некада живели заједно.

- Ли Јуежен– Јанг Ђинбијаова сарадница, помагала је у неговању и неговању Јанг Феја са њеним мужем Хао Киангшенгом. Пошто је њихова ћерка Хао Сја емигрирала и имала породицу у САД, пар је планирао да се пресели у Америку. Међутим, Ли је прегажена и погинула је у саобраћајној несрећи након што је сазнала за скандал да је болница бацила 27 мртвих беба у реку. Затим упознаје Јанг Феја у земљи несахрањених са 27 беба око ње које певају песму.

- Мишја девојка – чије је име Лиу Меј, стално је мењала свој посао перачице косе, серверке у ресторанима и друге привремене послове са својим дечком Ву Чаом и живи у местима са ниским ценама попут склоништа за бомбе. Скочила је са зграде јер ју је Ву преварио, тврдећи да је њен рођендански поклон—ајфон био прави. Након што је Девојка умрла, Ву Чао је успео да прода свој бубрег да би јој купио гробље. Стога, Мишја девојка прва одлази из земље несахрањених на починак.

- Тан Јиакин – власник ресторана Танг Јиа Кај. Јанг Феј је био честа муштерија његовог ресторана. Тан Јиакинова породица је погинула у несрећи од експлозије гаса у његовом ресторану, као и Јанг Феј. Тан Јиакин такође отвара свој ресторан у земљи несахрањених.

- Сјао Ћинг – комшија Девојке миша и Ву Чаоа у стварном свету. Ксиао Кинг је искористио новац који му је Ву Чао дао да купи Мишој девојци гробље. Сјао Ћинг је погинуо у саобраћајној несрећи аутобуса 203.

## Пријем књиге
Kirkus Reviews је навео да „недостаје да буде потпуно остварен роман“ и да је „епизодичан“. У њему се наводи да роман карактерише „слабан фанк“, али да „[у]надни моменти и црни хумор“ ублажавају овај ефекат.
Клариса Себаг-Монтефјоре из South China Morning Post-а изјавила је да књига уопште „никада није достигла циљ“. Она је навела да је "одлично" урађен превод оригиналног кинеског "поетског језика" делимично надокнадио негативе у књизи, те да је истовремено "мрачно смешна" и "очајнички мрачна". Она је критиковала како се ликови "често своде на тотеме". Она је изјавила да „Ако Ју успе у Седмом дану, то је у томе да прикаже збуњено друштво у коме власт одбацује своје грађане као смеће и у којем се људи често не односе боље једни према другима.“
Кен Калфус наводи у чланку у The New York Times-у да је превод „раднички” и да је „превише речит да би испоручио своје најбоље потенцијалне реплике за смех”.
Дејвид Дер-веј Ванг, професор кинеске књижевности на Универзитету Харвард, сугерисао је да је Ју Хуа користио наративну технику „дефамилиаризације“ да посматра живи свет очима мртвих. Такође је тврдио да писац није у потпуности посветио нихилистичкој атмосфери која је била срж романа, већ се само зауставио на критиковању друштвених питања.

## Историја публиковања
| Земља      | Година издавања | Публикација                                                                                         | Назив књиге                   |
| ---------- | --------------- | --------------------------------------------------------------------------------------------------- | ----------------------------- |
| China      | 2013 2013 2018  | New Star Press （新星出版社） Rye Field Publishing Co. （麦田出版社） New Star Press （新星出版社） | 《第七天》 《第七天》         |
| Јапан      | 2014            | Kawade Shobō Shinsha                                                                                | 死者たちの七日間              |
| Француска  | 2014            | Actes Sud                                                                                           | Le septième jour              |
| САД'       | 2015            | Pantheon Books                                                                                      | The Seventh Day               |
| Аустралија | 2015            | Text                                                                                                | The Seventh Day               |
| Холандија  | 2016            | DEGEUS                                                                                              | De zevende dag                |
| Норвешка   | 2016            | Aschehoug                                                                                           | Den Sjuende Dagen             |
| Чешка      | 2016            | Verzone s.r.o.                                                                                      | Den Sedmý                     |
| СЛовачка   | 2016            | Marencin PT                                                                                         | Siedmy deň                    |
| Арабија    | 2016            | Ebdate Alimayia                                                                                     | اليوم السابع                  |
| Турска     | 2016            | Alabanda                                                                                            | Yedinci Gün                   |
| Немачка    | 2017            | S.Fischer Verlag                                                                                    | Die sieben letzten Tage Roman |
| Румунија   | 2020            | Humanitas Fiction                                                                                   | Ziua a șaptea                 |